# USS Hake (SS-256)
USS Hake (SS/AGSS-256) là một tàu ngầm lớp Gato từng phục vụ cùng Hải quân Hoa Kỳ trong Chiến tranh Thế giới thứ hai. Nó là chiếc tàu chiến duy nhất của Hải quân Hoa Kỳ được đặt cái tên này, theo tên một họ cá thuộc bộ Cá tuyết. Nó đã phục vụ trong suốt Thế chiến II tại cả hai mặt trận Đại Tây Dương và Thái Bình Dương, thực hiện tổng cộng chín chuyến tuần tra, đánh chìm chín tàu Nhật Bản, bao gồm một tàu khu trục với tổng tải trọng 37.923 tấn. Được cho xuất biên chế sau khi xung đột chấm dứt vào năm 1946, nó tiếp tục phục vụ trong thành phần dự bị như một tàu huấn luyện, và xếp lại lớp như một tàu ngầm phục trợ AGSS-256 vào năm 1962. Con tàu cuối cùng bị bán để tháo dỡ vào năm 1972. Hake được tặng thưởng bảy Ngôi sao Chiến trận do thành tích phục vụ trong Thế Chiến II.

## Thiết kế và chế tạo
Lớp tàu ngầm Gato được thiết kế cho mục đích một tàu ngầm hạm đội nhằm có tốc độ trên mặt nước cao, tầm hoạt động xa và vũ khí mạnh để tháp tùng hạm đội chiến trận. Con tàu dài 311 ft 9 in (95,02 m) và có trọng lượng choán nước 1.525 tấn Anh (1.549 t) khi nổi và 2.424 tấn Anh (2.463 t) khi lặn. Chúng trang bị động cơ diesel dẫn động máy phát điện để cung cấp điện năng cho bốn động cơ điện, đạt được công suất 5.400 shp (4.000 kW) khi nổi và 2.740 shp (2.040 kW) khi lặn, cho phép đạt tốc độ tối đa 21 hải lý trên giờ (39 km/h) và 9 hải lý trên giờ (17 km/h) tương ứng. Tầm xa hoạt động là 11.000 hải lý (20.000 km) khi đi trên mặt nước ở tốc độ 10 hải lý trên giờ (19 km/h) và có thể hoạt động kéo dài đến 75 ngày và lặn được sâu tối đa 300 ft (90 m).
Lớp tàu ngầm Gato được trang bị mười ống phóng ngư lôi 21 in (530 mm), gồm sáu ống trước mũi và bốn ống phía phía đuôi tàu, chúng mang theo tối đa 24 quả ngư lôi. Vũ khí trên boong tàu gồm một hải pháo 3 inch/50 caliber, và thường được tăng cường một khẩu pháo phòng không Bofors 40 mm nòng đơn và một khẩu đội Oerlikon 20 mm nòng đôi, kèm theo súng máy .50 caliber và .30 caliber. Tiện nghi cho thủy thủ đoàn bao gồm điều hòa không khí, thực phẩm trữ lạnh, máy lọc nước, máy giặt và giường ngủ cho hầu hết mọi người, giúp họ chịu đựng cái nóng nhiệt đới tại Thái Bình Dương cùng những chuyến tuần tra kéo dài đến hai tháng rưỡi.
Hake được đặt lườn tại xưởng tàu của hãng Electric Boat Company ở Groton, Connecticut vào ngày 1 tháng 11, 1941. Nó được hạ thủy vào ngày 17 tháng 7, 1942, được đỡ đầu bởi bà Martha Richards Fletcher, phu nhân Chuẩn đô đốc Frank Jack Fletcher, và được cho nhập biên chế cùng Hải quân Hoa Kỳ vào ngày 30 tháng 10, 1942 dưới quyền chỉ huy của Hạm trưởng, Thiếu tá Hải quân John Cozine Broach.

## Lịch sử hoạt động

### Mặt trận Đại Tây Dương
Sau khi hoàn tất việc chạy thử máy huấn luyện tại vùng biển ngoài khơi New England, Hake khởi hành từ Căn cứ Tàu ngầm Hải quân New London tại New London, Connecticut vào ngày 8 tháng 4, 1943 để tuần tra dọc tuyến đường hàng hải vượt Đại Tây Dương đến Helensburgh, Scotland nhằm truy tìm tàu ngầm U-boat Đức. Nó không bắt gặp mục tiêu nào khi đến nơi vào ngày 29 tháng 4, rồi lại lên đường vào ngày 27 tháng 5 cho chuyến tuần tra tiếp theo tại vùng biển quần đảo Azores. Nó quay trở về New London vào ngày 17 tháng 7.

### Mặt trận Thái Bình Dương

#### Chuyến tuần tra thứ ba
Chuẩn bị để được điều động sang khu vực Mặt trận Thái Bình Dương, Hake rời New London vào ngày 25 tháng 8, băng qua kênh đào Panama và ghé đến San Diego, nơi nó trải qua một giai đoạn huấn luyện dọc theo bờ biển California. Lên đường vào ngày 6 tháng 12, nó được tái trang bị tại Trân Châu Cảng và bắt đầu chuyến tuần tra đầu tiên trên vùng biển Thái Bình Dương từ ngày 27 tháng 12. Phát hiện chiếc tàu vận chuyển máy bay Nigitsu Maru (9.547 tấn) của Lục quân đang trên đường hướng sang Nhật Bản vào ngày 11 tháng 1, 1944, nó theo đuổi mục tiêu trong suốt một ngày trước khi đi đến vị trí thích hợp để phóng ngư lôi đánh chìm đối thủ vào ngày hôm sau.
Tiếp tục đi đến khu vực tuần tra tại quần đảo Philippine, Hake hoạt động ngoài khơi Luzon trước khi chuyển xuống phía Nam đến Mindanao. Trong đêm 26 tháng 1, nó phóng ngư lôi gây hư hại cho một tàu chở dầu, nhưng bị tàu hộ tống đối phương phản công, thả mìn sâu khiến nó bị hư hại nhẹ. Khi bắt gặp một đoàn ba tàu buôn được hai tàu hộ tống bảo vệ vào ngày 1 tháng 2, nó đi vào vị trí thẳng hàng với ba tàu buôn, phóng một loạt sáu quả ngư lôi và đánh chìm được hai chiếc trong số chúng: tàu chở hành khách Tacoma Maru (5.772 tấn) và tàu chở hàng Nanka Maru (4.065 tấn). Cuộc tấn công hoàn gây bất ngờ cho đoàn tàu và các tàu hộ tống đã không kịp phản công. Chiếc tàu ngầm kết thúc chuyến tuần tra khi về đến Fremantle, Australia vào ngày 20 tháng 2.

#### Chuyến tuần tra thứ tư
Khởi hành từ Fremantle vào ngày 18 tháng 3 cho chuyến tuần tra thứ tư tại khu vực biển Đông gần Singapore, Hake bắt gặp một tàu chở dầu không được hộ tống về phía Tây Nam Borneo vào ngày 27 tháng 3; hai quả ngư lôi phóng ra đã đánh chìm Yamamizu Maru (5.174 tấn). Nó tiếp tục tấn công một đoàn tàu vận tải vào đêm 1 tháng 4, gây hư hại cho nhiều tàu và né tránh sự phản công của các tàu hộ tống. Nó quay trở về Fremantle vào ngày 30 tháng 4.

#### Chuyến tuần tra thứ năm
Trong chuyến tuần tra thứ năm từ ngày 23 tháng 5 đến ngày 11 tháng 7 tại khu vực Tây Nam Mindanao, Hake làm nhiệm vụ canh phòng sự di chuyển của hạm đội Nhật Bản từ Tawi-Tawi đến khu vực quần đảo Mariana. Vào ngày 8 tháng 6, nó phát hiện và đã phóng ngư lôi đánh chìm tàu khu trục Kazagumo (1.900 tấn), tuy nhiên nó không thể tiếp tục tấn công các tàu khu trục khác đi cùng do đối phương phản công quyết liệt. Sau đó nó còn tiếp tục đánh chìm tàu chở hàng Kinshu Maru (5.591 tấn) sau khi trúng bốn ngư lôi vào ngày 17 tháng 6, và tàu chở hành khách Hibi Maru (5.874 tấn) tại lối ra vào vịnh Davao ba ngày sau đó. Cũng trong chuyến đi này nó chứng kiến tàu ngầm chị em Harder (SS-257) bị mất; nó kết thúc chuyến tuần tra khi quay trở về Fremantle.

#### Chuyến tuần tra thứ sáu và thứ bảy
Trong chuyến tuần tra thứ sáu từ ngày 5 tháng 8 đến ngày 24 tháng 9 tại vùng biển Philippines, Hake không tìm thấy những mục tiêu phù hợp. Nó chỉ phóng ngư lôi gây hư hại cho một tàu khu trục đối phương trước khi quay về Fremantle.
Khởi hành vào ngày 20 tháng 10 cho chuyến tuần tra thứ bảy, Hake hoạt động trong thành phần một đội tấn công phối hợp "Bầy sói" vốn bao gồm các tàu ngầm Hardhead (SS-365) và Growler (SS-215). Đội tác chiến không tìm thấy mục tiêu phù hợp, mà lại phải trải qua đợt truy lùng của tàu hộ tống đối phương, với gần 150 quả mìn sâu được thả xuống trong suốt 16 giờ vào các ngày 7 và 8 tháng 11, khiến Hake gặp một số hư hại. Vào ngày 19 tháng 11, tại vị trí về phía Tây Corregidor, Philippines, nó phóng ngư lôi đánh trúng tàu tuần dương hạng nhẹ Isuzu khiến đối thủ hỏng bánh lái. Sau đó chiếc tàu ngầm thi hành một sứ mệnh đặc biệt khi đi đến ngoài khơi đảo Panay và tiếp nhận từ lực lượng du kích 29 phi công Hoa Kỳ bị bắn rơi trong các cuộc không kích trước đó. Nó đưa số hành khách đặc biệt này về đến Fremantle vào ngày 16 tháng 12.

#### Chuyến tuần tra thứ tám và thứ chín
Khởi hành từ Fremantle vào ngày 12 tháng 1, 1945, Hake thực hiện chuyến tuần tra thứ tám tại khu vực biển Đông trong gần một tháng, nhưng giờ đây hầu như không còn mục tiêu phù hợp. Con tàu kết thúc chuyến tuần tra và đi đến San Francisco vào ngày 13 tháng 3 để được đại tu.
Hake rời vùng bờ Tây Hoa Kỳ khoảng hai tháng sau đó, rồi xuất phát từ Trân Châu Cảng vào ngày 20 tháng 7 cho chuyến tuần tra thứ chín, cũng là chuyến cuối cùng trong cuộc chiến tranh. Nó hoạt động tìm kiếm và giải cứu phục vụ cho những chiến dịch không kích cuối cùng xuống chính quốc Nhật Bản, cho đến khi Nhật Bản chấp nhận đầu hàng vào ngày 15 tháng 8, giúp chấm dứt vĩnh viễn cuộc xung đột. Nó là một trong số 12 tàu ngầm có mặt trong vịnh Tokyo khi văn kiện đầu hàng được chính thức ký kết bên trên thiết giáp hạm Missouri (BB-63) vào ngày 2 tháng 9.

### 1946 - 1967
Sau hành trình quay trở về Hoa Kỳ ngang qua kênh đào Panama, Hake được cho xuất biên chế tại New London vào ngày 13 tháng 7, 1946, và được đưa về Hạm đội Dự bị Đại Tây Dương. Nó được đưa ra khỏi thành phần dự bị vào ngày 15 tháng 10, 1956 để phục vụ như tàu huấn luyện dự bị cho Quân khu Hải quân 4 tại Philadelphia, Pennsylvania. Con tàu được xếp lại lớp như một "tàu ngầm phụ trợ" và mang ký hiệu lườn mới AGSS-256 từ ngày 6 tháng 11, 1962, nhưng vẫn tiếp tục hoạt động huấn luyện dự bị tại Philadelphia. Tên nó được cho rút khỏi danh sách Đăng bạ Hải quân vào ngày 1 tháng 3, 1967, và nó được sử dụng như một mục tiêu ngầm cố định tại Little Creek, Virginia cho đến năm 1972. Con tàu bị bán cho hãng Gural Marine Salvage Co. tại Rahway, New Jersey để tháo dỡ vào ngày 12 tháng 5, 1972.

## Phần thưởng
Hake được tặng thưởng bảy Ngôi sao Chiến trận do thành tích phục vụ trong Thế Chiến II. Nó được ghi công đã đánh chìm chín tàu Nhật Bản, bao gồm một tàu khu trục với tổng tải trọng 37.923 tấn.
|  |                                         |  |
|  | Silver star · Bronze star · Bronze star |  |

| Dãi băng Hoạt động Tác chiến  |                                                                         |                                      |
| Huân chương Chiến dịch Hoa Kỳ | Huân chương Chiến dịch Châu Á-Thái Bình Dương với 7 Ngôi sao Chiến trận | Huân chương Chiến thắng Thế Chiến II |